# Лиственичный (Архангельская область)
Лиственничный — поселок в Плесецком районе Архангельской области.

## География
Находится в северо-западной части Архангельской области на расстоянии приблизительно 131 км на север по прямой от административного центра района поселка Плесецк между железнодорожной линией Москва-Архангельск и берегами озёр Малое и Большое Лиственничное.

## История
Поселок вырос при одноименном разъезде, открытом в 1929 году. До 2016 года входил в Холмогорское сельское поселение, с 2016 по 2021 год в Самодедское сельское поселение до его упразднения.

## Население
| 2002 | 2010 | 2012 |
| ---- | ---- | ---- |
| 4    | ↘3   | ↘1   |

Численность населения: 2 человека (русские 100 %) в 2002 году, 3 в 2010.